# Claire Heyman
Claire Heyman (Roubaix, Francia, 4 de octubre de 1902-1997) fue una militante de la resistencia y trabajadora social francesa que salvó a muchos niños judíos hospitalizados en el Hospital Rothschild durante la Segunda Guerra Mundial.

## Biografía
Claire Heyman nació el 4 de octubre de 1902 en Roubaix. Se convirtió en asistente social en 1932 en el Hospital Rothschild.
Durante la Segunda Guerra Mundial, Heyman organizó el rescate de muchos niños judíos hospitalizados en el Hospital Rothschild, con la ayuda de la pediatra Colette Brull-Ulmann
Posteriormente ella íntegró en lo sucesivo la red PLUTUS.

## Honores
- Médaille de la Résistance otorgada por decreto del 31 de marzo de 1947.[7]

## Legado
- La plaza Claire Heyman et Maria Errazuriz en el XII Distrito de París, fue nombrada en su honor.[8][9][10][11][12][13][14][15]